# بهشت موقت
بهشت موقت (مجاری: Ideiglenes paradicsom) یک فیلم در ژانر درام به کارگردانی آندراش کوواچ است که در سال ۱۹۸۱ منتشر شد. از بازیگران آن می‌توان به آندری دوسولیه، ادیت شوش و اگنس بانفلوی اشاره کرد.
این فیلم برندهٔ جایزهٔ دوم (نقره) دوازدهمین جشنواره فیلم مسکو شد.